# بولتستورم
بولتستروم (بالإنجليزية: Bulletstorm)‏، هي لعبة فيديو إلكترونية بولندية، صدرت سنة 2011م والتي كانت تعمل على أنظمة مايكروسوفت ويندوز وبلاي ستيشن 3 وإكس بوكس 360، وفي شهر أبريل سنة 2017م تم إعادة إصدار اللعبة تحت مسمى بولتستروم: فول كليب إديشن (Bulletstorm: Full Clip Edition)، وتعمل لأنظمة بلاي ستيشن 4 وإكس بوكس ون ومايكروسوفت ويندوز.